# Jim Lovell

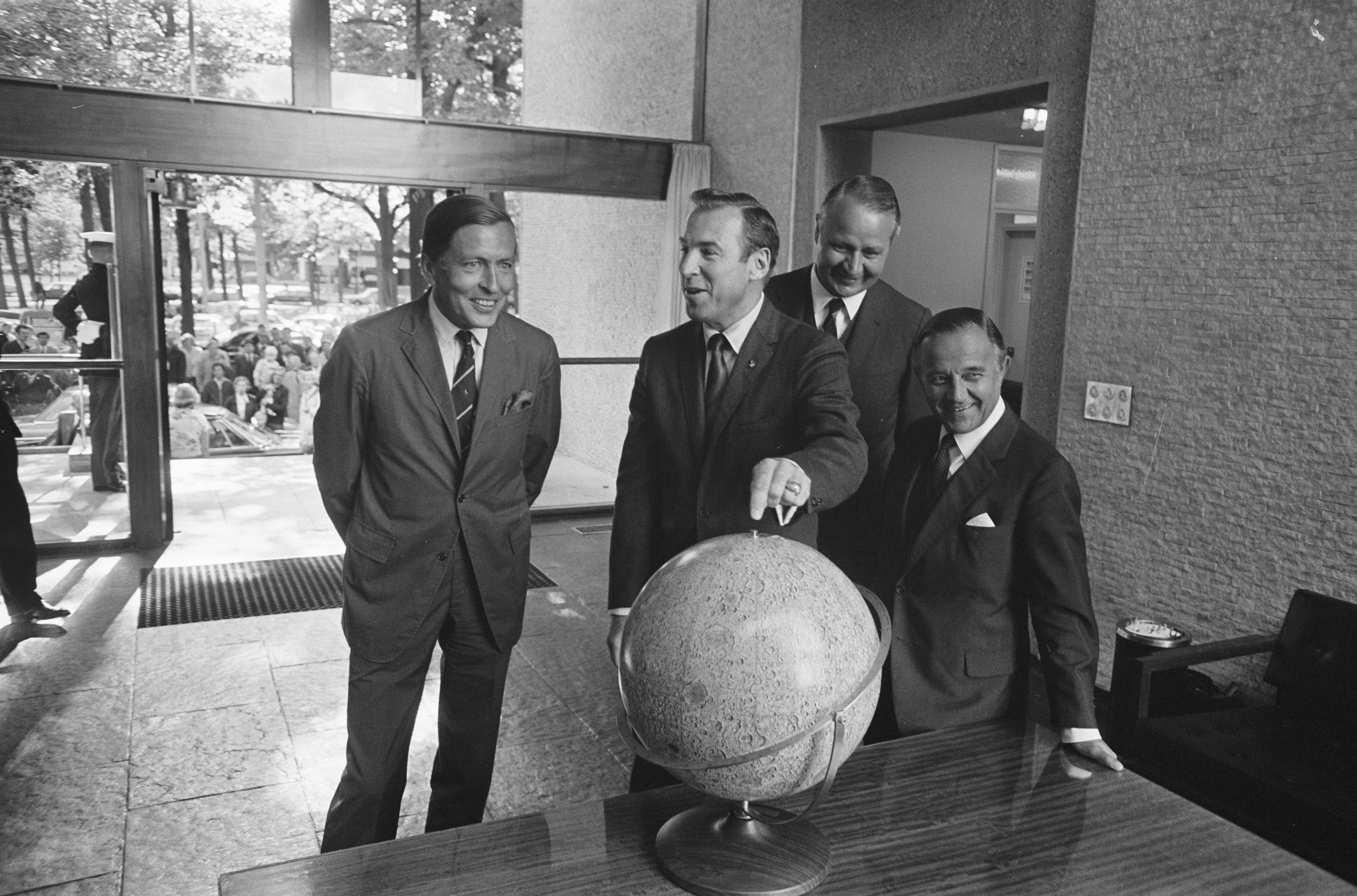
Prins Claus en premier Piet de Jong bij ontvangst Jim Lovell op de Amerikaanse ambassade in Den Haag, 1969

James Arthur Lovell of kortweg Jim Lovell (Cleveland (Ohio), 25 maart 1928 – Lake Forest (Illinois), 7 augustus 2025) was kapitein bij de United States Navy, aeronautisch ingenieur, testpiloot en astronaut. Lovell was de gezagvoerder van de onfortuinlijke vlucht Apollo 13, samen met Fred Haise en Jack Swigert. Jim Lovell was ook bemanningslid van de ruimtevluchten Gemini 7, Gemini 12 en Apollo 8.

## Levensloop

### Jeugd en opleiding
Lovell was van jongs af aan geïnteresseerd in raketten en bouwde vliegtuigmodellen als kind. Lovell groeide op samen met zijn moeder in een eenpersoonsappartement zonder vader, die omkwam bij een auto-ongeluk in 1933. Nadat hij zijn diploma had gehaald van de middelbare school, ging hij via een speciale beurs naar de Universiteit van Wisconsin om in ruil, als de studies voltooid zijn, te werken bij de zeemacht van de Verenigde Staten als piloot. 
Na te zijn afgestudeerd ging hij in 1948 naar de United States Naval Academy, waar hij uiteindelijk zijn bachelordiploma behaalde in 1952. In 1958 werd hij testpiloot na een zes maanden durende opleiding aan de United States Naval Test Pilot School op NAS Patuxent River in Maryland. Lovell werd eerste van de klas.

### NASA
Toen NASA in 1958 geschikte kandidaten zocht voor het Mercuryprogramma stelde Lovell zich kandidaat. Uit de Verenigde Staten kwamen slechts 113 testpiloten in aanmerking. Dit was mede door de strenge selectieprocedure die NASA aanhield op dat moment, deze was op academisch en fysiek vlak heel zwaar. Kandidaten moesten bijvoorbeeld minstens beschikken over een bachelordiploma, een IQ van 130, 1500 vlieguren in straalvliegtuigen hebben gemaakt en kleiner zijn dan 1 meter 80. Lovell, samen met goede vriend en medetestpiloot Pete Conrad, later de derde man op de maan met Apollo 12, werd om een medische reden afgekeurd. 
In 1962 had NASA een tweede groep astronauten voor het Geminiprogramma nodig. Dit keer werd Lovell wel aangenomen samen met nog acht andere astronauten, onder wie Pete Conrad. Deze groep werd "The New Nine" genoemd.

### Gemini
Lovell was back-up voor Gemini 4 samen met Frank Borman. Dit betekende dat, volgens het NASA-selectiesysteem, Lovell en Borman de primecrew zouden worden van Gemini 7 die gepland was voor december 1965. Deze vlucht was minder geliefd bij het astronautenkorps omdat deze gepaard ging met veel medische testen in de ruimte in de plaats van het echte testpilotenwerk, zoals manoeuvres uitvoeren en ruimtewandelingen. Het doel van Gemini 7 was het bepalen van de impact van een verlengd verblijf in de ruimte, 14 dagen, op het menselijk lichaam. 
Uiteindelijk kreeg de missie toch een riskant kantje door tot op enkele centimeters van Gemini 6A te vliegen in een baan rond de aarde. Dit werd het eerste ruimte-rendez-vous. Later werd Lovell back-upcommandant van Gemini 10 en hij vloog uiteindelijk samen met Buzz Aldrin Gemini 12 in november 1966.

### Apolloprogramma
Aangezien Lovell de laatste missie van Gemini gevlogen had, plaatste men hem als back-upcommandomodulepiloot (CMP) voor Apollo 9 samen met Aldrin en Neil Armstrong. Ondertussen moest de primecrew van Apollo 9 CMP Michael Collins missen wegens een operatie aan de rug. Als back-up moest Lovell zijn collega Collins dus vervangen. Hierdoor werd Lovell herenigd met zijn Gemini 7-commandant Frank Borman, en Bill Anders als maanlanderpiloot.
Tegelijkertijd, in juli 1968, waren Apollo 8 en Apollo 9 nog altijd "low Earth orbit"-missies waarin de maanlander (LEM) uitgetest zou worden. Toen echter de eerst LEM de Cape bereikte, bleek deze verre van in staat om getest te worden in de ruimte omdat het toestel nog steeds te zwaar was en veel defecten had. Hoeveel de technici ook zouden werken aan de LEM, hij zou nooit klaar zijn voor de eerstkomende vlucht van december. Het management van NASA besliste om van Apollo 8 geen LEO-missie te maken maar een vlucht om en rond de maan, zonder de LEM. Aangezien commandant James McDivitts crew van Apollo 8 reeds te veel gefocust was op het gebruik van de LEM, werden de crews van Apollo 8 en 9 gewisseld. Dit zorgde ervoor dat Jim Lovells eerste vlucht met Apollo een vlucht naar de maan zou zijn.
Als CMP was het Lovell zijn taak om de commandomodule (CM) te besturen en met behulp van de sextant het navigatieplatform te bedienen. Dit gebeurde door middel van hun positie ten opzichte van gekende sterren te meten. De bemanningsleden van Apollo 8 werden de eerste mensen die rond de maan vlogen en de eerste die de achterkant van de maan zagen. De crew deed op kerstavond 1968 een live-uitzending vanuit het schip en zond videomateriaal van het oppervlak van de maan naar de aarde. Op 27 december 1968 landde de crew veilig in de Stille Oceaan.
De eerstvolgende vlucht voor Lovell zou Apollo 14 zijn, aangezien hij back-up was voor Apollo 11. Maar wederom werden crews verwisseld en dit zorgde ervoor dat de crew van Apollo 14 vroeger zou mogen vliegen, namelijk met Apollo 13. Dit werd gedaan om toenmalig Apollo 13-commandant Alan Shepard meer tijd te geven om zich voor te bereiden op de missie. Op 11 april 1970 werd commandant Lovell samen met CMP Jack Swigert en LMP Fred Haise gelanceerd. Lovell en Haise zouden op de maan landen nabij Fra Mauro.
Op exact 55uur 54min 53sec na de lancering sloeg het noodlot toe voor de crew van Apollo 13. Door slechte elektrische bedrading ontplofte zuurstoftank 2 door een vonk bij een routinecontrole. Niet snel daarna bezweken ook brandstoftank 1 en 3 en zuurstoftank 1 en dat zorgde ervoor dat heel de CSM zonder zuurstof zou komen te staan. Oorspronkelijk dacht de crew te zijn geraakt door een meteoroïde. De ontploffing van zuurstoftank 2 kwam gepaard met "a pretty large bang". Hierop was CMP Swigert de eerste die zei "Hey Houston, we've had a problem here". Hierop volgde Lovell met de woorden "Houston, we've had a problem".
Aangezien het schip werkte op elektriciteit en deze aangemaakt werd met zuurstof en waterstof dreigde de crew zonder stroom en water te zitten in de commandomodule. Men besloot vanop de grond in Houston de LEM te gebruiken als reddingsboot om de crew veilig naar huis te brengen. Omdat het schip al te ver weg was van de aarde, 330.000 km, en men ook niet wist hoe groot de schade was van de ontploffing aan de commandoservicemodule (CSM) werd er beslist rondom de maan te gaan en de raketten van de LEM te gebruiken om het ruimteschip en bemanning veilig thuis te brengen. Daar de LEM enkel ontworpen was voor twee personen en voor relatief kort verblijf op het maanoppervlak moesten de astronauten zich weren tegen energiebesparingen die leidden tot temperaturen rond het vriespunt. 
Met zijn medebemanningsleden van Apollo 13 is Lovell recordhouder als de mens die het verste van de aarde verwijderd is geweest: 401.056 km.
Mede door de professionaliteit van mission control in Houston en de kalmte van de astronauten zelf, landde Apollo 13 op 17 april 1970 in de Stille Oceaan.
Lovell is een van de drie mensen, samen met Eugene Cernan en John Young, die twee keer naar de maan vloog. Hij zette echter in tegenstelling tot zijn mederecordhouders bij geen van beide missies voet op de maan.
Lovell stopte bij de marine en de NASA in 1973. Uiteindelijk ging hij met pensioen in 1991 als CEO van een telecommunicatiebedrijf.
Lovell overleed op 7 augustus 2025 op 97-jarige leeftijd.

## Trivia
- Lovell schreef samen met Jeffrey Kluger in 1994 Lost Moon: The Perilous Voyage of Apollo 13.[1], dat diende als inspiratie voor Ron Howards film Apollo 13. Acteur Tom Hanks speelde rol van Lovell en zijn iconische melding van het incident aan boord van de maanlander werd in de film licht aangepast naar "Houston, we have a problem here".
- In de film Apollo 13 heeft Lovell een cameo op het einde waar hij de kapitein van het bergingsschip "USS Iwo Jima" speelt.[11] Ook zijn vrouw Marilyn heeft een cameo in de film.
- Het commentaar van Lovell en zijn vrouw is beschikbaar als een extra optie bij de film Apollo 13.[12]
- Lovell hielp ook bij Jeffrey Klugers boek over Apollo 8 dat gepubliceerd werd in 2017.
- Tijdens de missie van Apollo 13 plaatste Lovell een donkerblauwe sticker van de zeemacht boven op de helm van zijn maanpak. Die helm was reeds voorzien van een dikke rode streep om de commandant te herkennen op Hasselblad-foto's gemaakt tijdens de maanwandelingen.
- Lovell is ook te zien in de film The Man who Fell to Earth met David Bowie (1976, Nicolas Roeg).

- Bibsys: 6016299
- Bibliothèque nationale de France: cb12495028k (data)
- CiNii: DA09135075
- Gemeinsame Normdatei: 1103709429
- International Standard Name Identifier: 0000 0001 1699 9267
- Library of Congress Control Number: n94065237
- MusicBrainz: e3aac969-1095-4df4-a76e-876d191f2ecf
- National Archives and Records Administration: 10575437
- Bibliotheek van het Japanse parlement: 00514685
- Nationale Bibliotheek van Tsjechië: jn20010310128
- Nationale bibliotheek van Australië: 35370316
- Nationale Bibliotheek van Israël: 987007429208005171
- Nationale Bibliotheek van Polen: a0000001218692
- Nederlandse Thesaurus van Auteursnamen: 141947985
- PIC: 8801
- SNAC: w6xd22wk
- Système universitaire de documentation: 034164707
- Trove: 928700
- Virtual International Authority File: 114391898
- WorldCat: E39PBJxRwvTbxhRpFGcqkBqbBP